# Утар Прадеш
Утар Прадеш (на хинди: उत्तर प्रदेश; на английски: Uttar Pradesh; на урду: اتر پردیش) е щат в Северна Индия с територия от 240 928 кв. км. Столица е Лакнау. Това е най-населеният щат в Индия.
Утар Прадеш е най-известният щат на Индия. В древността се е наричал Мадхиядеш, а по време на британския период става Обединени провинции. Сегашното име Утар Прадеш означава Северна провинция.
Някои от по-известните градове в него са: Лакнау (столица), Варанаси (Бенарес), Аллахабад (Праяградж), Канпур и Агра.
Утар Прадеш има важно място в културата на Индия. В него се намират множество свещени места за индуизма, а град Кушинагар е мястото, където умира Гаутама Буда.
Особено важно място заема мавзолеят „Тадж Махал“, построен в Агра през 1648 г.

## Климат
Климатът в Утар Прадеш е предимно субтропичен, но атмосферните условия се променят значително в зависимост от местоположението и сезона.

### Температура
В зависимост от височината на релефа, средните температури варират от 12,5 – 17,5 °C през януари до 27,5 – 32,5 °C през май и юни. Най-високата записана температура е 49,9 °C в Гонда (Gonda) на 8 май 1958.

### Валежи
Валежите варират от 1000 – 2000 мм на изток до 600 – 1000 мм на запад. Около 90% от валежите се случват по време на мусона – югозапад, с продължителност от около юни до септември. С повечето от валежите концентрирани по време на този период от четирите месеца, наводненията са повтарящият се проблем, който причинява тежки щети на селскостопанските култури, живот и имущество. Особено в източната част на щата.

### Снеговалеж
В района на Хималаите годишният снеговалеж е средно от 3 до 5 метра, често в периода между декември и март.

## Религия
Индусите представляват 80% от населението в щата. Ислямът се практикува около 18% от населението, а останалите 2% включват сикхи, будисти и християни.

## Култура
В днешния Утар Прадеш е живял и Свами Харидас, светец музикант, подкрепял класическата хиндустанска музика. В днешно време тук се развиват две от четирите основни традиции: Лакнауската гхарана и Бенареската гхарана.